# Духови у Венецији
Духови у Венецији (енгл. A Haunting in Venice) амерички је детективски филм из 2023. године у режији Кенета Бране, по сценарију Мајкла Грина. Темељи се на роману Забава у Ноћи вештица Агате Кристи. Наставак је филма Смрт на Нилу (2022) и трећи у ком Брана тумачи белгијског детектива Херкула Поара. Ансамблску поделу улога такође чине: Кајл Ален, Камиј Котен, Џејми Дорнан, Тина Феј, Џуд Хил, Али Хан, Ема Лерд, Кели Рајли, Рикардо Скамарчо и Мишел Јео.
Објављен је 15. септембра 2023. године у САД, односно 16. септембра у Србији.

## Радња
У пензији, Херкул Поаро живи у самонаметнутој изолацији у најгламурознијем граду на свету и невољно присуствује сеансама у једној урушеној, уклетој палати. Када се догоди убиство једног од гостију, детектив бива увучен у злокобни свет сенки и тајни.

## Улоге
| Глумац           | Улога            |
| ---------------- | ---------------- |
| Кајл Ален        | Максим Жерар     |
| Кенет Брана      | Херкул Поаро     |
| Камиј Котен      | Олга Семиноф     |
| Џејми Дорнан     | др Лесли Феријер |
| Тина Феј         | Аријадна Оливер  |
| Џуд Хил          | Леополд Феријер  |
| Али Хан          | Николас Холанд   |
| Ема Лерд         | Десдемона Холанд |
| Кели Рајли       | Ровена Дрејк     |
| Рикардо Скамарчо | Витале Портфођио |
| Мишел Јео        | Џојс Ренолдс     |